# Dolly Dawn
Dolly Dawn (eigentlich Theresa Maria Stabile, * 3. Februar 1916 in Newark (New Jersey); † 11. Dezember 2002 in Englewood (New Jersey)) war eine US-amerikanische Sängerin der Swingära, die Champagne of Big-Band Singers genannt wurde und Ella Fitzgerald beeinflusste.

## Leben und Wirken
Dawn wuchs in Montclair (New Jersey) auf; ihr Vater betrieb ein Restaurant. Als Jugendliche trat sie unter dem Pseudonym Billie Starr in einer lokalen Radioshow auf und gewann den ersten Platz eines Amateur-Talentwettbewerbs in Newark, der von George Hall geleitet wurde. Einige Jahre danach wurde sie unter dem Pseudonym Dolly Dawn Bandvokalistin in seinem Taft Hotel Orchester,  dessen Auftritte im New Yorker Taft Hotel im Radiosender CBS übertragen wurden. Zu Dawns und Halls bekanntesten Songs für RCA Bluebird gehörten „It's a Sin to Tell a Lie“, „Every Minute of the Hour“, „Robins and Roses“, „Says My Heart“, „My Own“ und „Little Yellow Basket“. 1937 trat Dawn mit dem Hall-Orchester in einem Musikkurzfilm auf, in dem sie u. a. ihren Hit „When a Lady Meets a Gentleman Down South“ sang.
In den späten 1930er-Jahren stellte Hall die Sängerin mit einem kleineren Begleitensemble heraus, das von 1940 bis 1942 unter Dolly Dawn and Her Dawn Patrol firmierte. Sie nahm in den folgenden Jahren unter eigenem Namen Titel wie „I Promise You“/„Beethoven Wrote It But It Swings“ (Vocalion 4682) und auch unter Dolly Dawn and her Dawn Patrol für Regal Records („Peter Piper“/„When a Lady meets a Gentleman“,  S4948) und Bluebird Records („Marcheta“/„Are You Faithful?“, B-11268). Zu ihren Arrangeuren gehörte George Paxton. Im Juli 1941 übernahm sie mit einem Gastspiel im New Yorker Roseland Ballroom die Leitung des Hall-Orchesters, musste das Orchester schon im folgenden Jahr aufgeben, als die meisten Bandmitglieder zum Militärdienst eingezogen wurden. Dawn nahm noch bis in die 1950er-Jahre Schallplatten auf; ihren letzten Hit hatte sie mit „The Same Old Cry“, begleitet vom Danny Mendelsohn Orchestra. Anfang der 1950er-Jahre ließ ihr Erfolg nach.
Nachdem Dawn 1962 Mitglied des ASCAP wurde, betätigte sie sich als Songwriterin, u. a. in Zusammenarbeit mit Johnny Guarnieri; ihr bekanntester Song war „The Little Birdies“. Erst 1975 legte RCA ein Doppelalbum ihrer Originalaufnahmen mit dem George Hall Orchestra auf, während Dawn in dieser Zeit in New Yorker Jazzclubs und Cabarets auftrat. In den 1980er-Jahren hatte sie Auftritte u. a. im Metropolitan Museum of Art; zu ihren Begleitmusikern gehörten Phil Bodner, Bucky Pizzarelli, Gene Bertoncini, George Duvivier, Milt Hinton und Butch Miles. Die Mitschnitte aus dieser Zeit erschienen auf den Alben Smooth as Silk und Memories of You (Audiophile). Letzteres wurde von Leonard Feather gewürdigt: One of the pleasant surprises of the season is Dawn's reemergence as a first-rate, jazz-influenced singer. 1998 wurde sie in die Big Band Hall of Fame aufgenommen.

## Diskographische Hinweise
- You're a Sweetheart (Collector’s Choice, 2001)
- Smooth As Silk (Audiophile, 1999)